# 叔武
叔武（？—前632年），姬姓，卫氏，名武，谥夷，又称夷叔、卫武，中国春秋时期卫国的公子，衛文公的兒子。
前632年，城濮之战后，卫成公逃往楚国，命大夫元咺奉弟弟叔武参加践土之盟。有人向卫成公告发元咺扶立叔武为君，宁武子奉卫成公回国后，叔武正洗澡，高興哥哥回來，抓著頭髮出來迎接。前驱射杀叔武，元咺逃到晋国。衛成公知道叔武無罪，抱著叔武的屍體大哭一場。